# Козарчанин, Иво
Иво Козарчанин (Хорватская Дубица, 14 октября 1911 года — Загреб, 4 февраля 1941 года) — хорватский писатель, поэт и литературный критик.

## Биография
Иво Козарчанин родился 14 октября 1911 года в Хорватской Дубице (Хорватия).
Вскоре после рождения Иво Козарчанина, семья переехала в венгерский город Oreglak, где его отец работал на железной дороге. С распадом Австро-Венгерской империи в 1918 году его семья вернулась в Хрватска Дубицу, где Иво Козарчанин учился в начальной и торговой школах. В 1923 году он приехал в Загреб, где продолжил своё образование в Учительском техникуме.
Публиковаться Иво начал очень рано — с 1927 года. Публиковал он свои стихи, критические статьи, фантастические произведения в многочисленных журналах. В ранний период его работы в основном предназначались для детей и молодежи. Это относится к двум его первым книгам и сборнику новелл «Мать ждет» (Mati čeka), 1934 г. В дальнейшем он писал произведения для взрослых. В книге поэзии (1935), в которой он был соавтором поэтов I. Dončević , А. Nižetić и Р. Илич, опубликован его цикл стихов «Печальное лето». Затем Иво начинает писать стихи для песен. Многие его стихи были пропитаны эротикой, темой неразделенной любви, одиночества.
В 1932 году Иво Козарчанин поступил в Загребский Университет на факультет философии. С 1938 года он работал редактором журнала Хорватский дневник (Hrvatski dnevnik).
Его роман Tuđa žena был написан в 1937 году. Сюжет романа основан на теме переезда в провинцию художника, который надеется, живя в провинции, найти в живописи потерянное внутреннее равновесие. В провинции же художник столкнулся с противостоянием провинциальной мелкой буржуазии и моральной развращенностью. Жизнь в провинции становится для него невыносимой и он возвращается в город. В этом романе автор, анализируя психику главного героя, одновременно анализирует общее состояние хорватского общества, что позволяет выявить и политические взгляды самого писателя.
Составные социально-критические и психо-аналитические элементы гораздо более успешно проведены в его романе «Один человек» (1937), одним из лучших произведений хорватской литературы. В романе описан одаренный молодой герой, который приезжает в город из провинции и стремится интегрироваться в многочисленные гражданские слои общества, но терпит неудачу. Лучшие части романа анализируют человеческое одиночество, никчемное в существовании, с неспособностью установить гармоничные и конструктивные отношения с другими людьми.
Роман Иво Козарчанина «Tihi putovi» (1939) также имеет дело с судьбой гиперчувствительного героя, со столкновением его эротических желаний с мелкобуржуазным бытом.
В 1939 году в газете «Хорватська щоденна газета», 1939, № 1041 Иво опубликовал статью о творчестве Т. Г. Шевченко.
Умер писатель, будучи случайно застрелен вооруженным охранником Королевской югославской армии 4 февраля 1941 года.

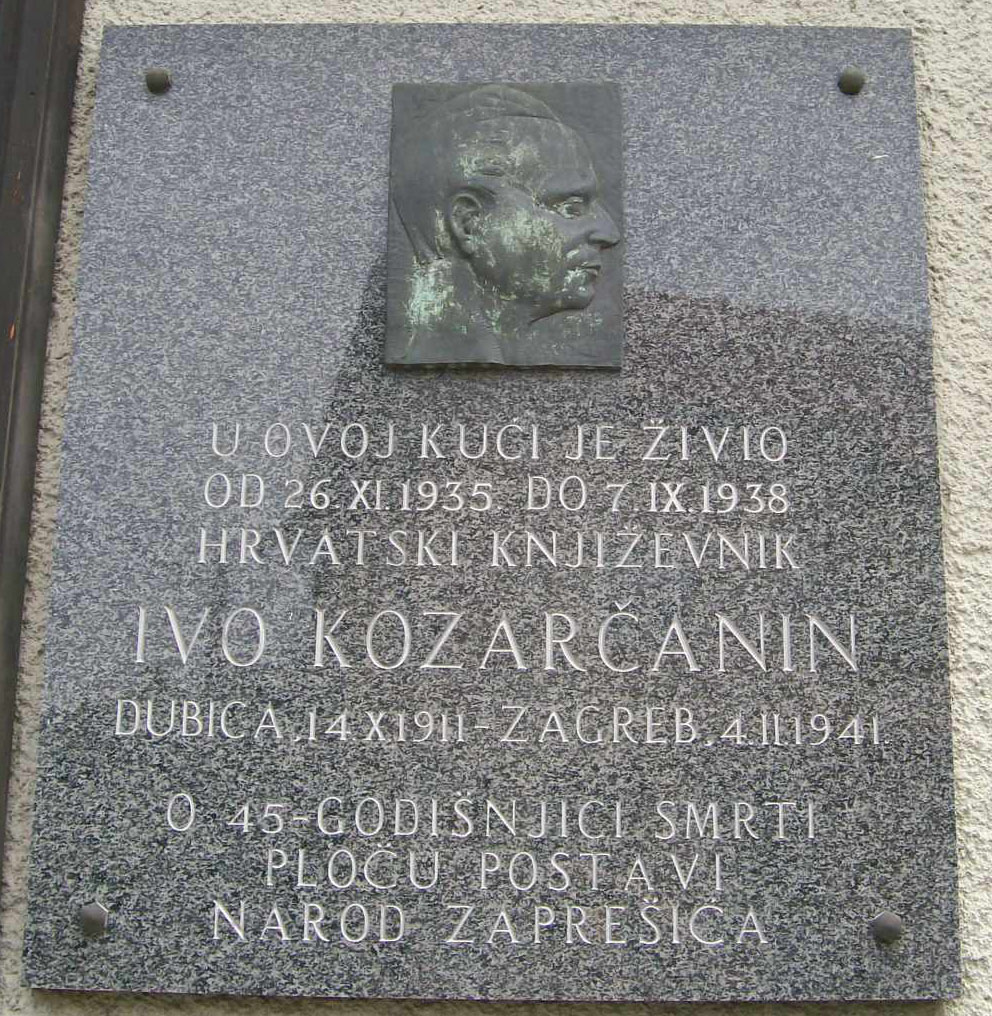
Памятная доска Иво Козарчанину

## Сочинения
- Мати čeka (1934)
- Sviram ед sviralu (1935)
- Лирика (1935)
- Туга ljeta
- Mrtve oči
- Tuđa žena (1937)
- Сэм čovjek (1937)
- Tihi putovi (1939)